# Myrmecophantes valens
Myrmecophantes valens är en fjärilsart som beskrevs av Thierry-mieg 1892. Myrmecophantes valens ingår i släktet Myrmecophantes och familjen mätare. Inga underarter finns listade i Catalogue of Life.